# Fontaine-sur-Maye
Fontaine-sur-Maye is een gemeente in het Franse departement Somme (regio Hauts-de-France) en telt 129 inwoners (1999). De plaats maakt deel uit van het arrondissement Abbeville.

## Geografie
De oppervlakte van Fontaine-sur-Maye bedraagt 5,6 km², de bevolkingsdichtheid is 23,0 inwoners per km².
De onderstaande kaart toont de ligging van Fontaine-sur-Maye met de belangrijkste infrastructuur en aangrenzende gemeenten.

## Demografie
Onderstaande figuur toont het verloop van het inwonertal (bron: INSEE-tellingen).